# Sauna (Corniglio)
Sauna è una frazione di Corniglio, in provincia di Parma.
La località dista 5,08 km dal capoluogo.

## Origini del nome
Sauna venne citata per la prima volta sotto il nome di Savana nel 995, il quale significa prateria dove crescono graminacee, riferendosi indubbiamente ai campi situati di fianco all'abitato, per la presenza di acque sorgive. Verrà poi più avanti nominata come Sanna, fino ad evolversi all'odierno Sauna.

## Geografia fisica
Sauna sorge sulla sinistra orografica del torrente Parma, più precisamente sulle sponde del Rio Lucconi, ridotto fiumiciattolo che nasce dalle pendici del Monte Cavalcalupo. La zona dell'abitato è nota per le acque sorgive che si trovano vicine alla frazione, così tanto che il pianoro è denominato "I Laghi".

## Storia
Nel 995 fu nominata insieme a Pugnetolo, Petrignacola e Vestola perché donati dal conte Berardo alla Canonica di Parma: Locis ed fundis quae dicitur... Savana, Pedergnaculae, ecc. cum suis pertineciis.
Seguendo le sorti delle vicine frazioni fu esente dalle vicende del feudo fino al 1486, in cui fu menzionata nell'Archivio dei Visconti di Saliceto.
Due secoli prima, nel 1230, fu nominata l'antica cappella, locata nella zona dei Laghi, ora non più esistente. Verrà nominata ulteriormente nel 1564 perché la cappella, ora ricostruita su terreno stabile, verrà eretta a parrocchia.
Tra marzo ed aprile 2013 il territorio di Sauna e la piana in cui è ubicata sono stati investiti da un'ondata di pioggia fuori dal normale, che ha riattivato parzialmente l'antico corpo di frana nella piana, che ha distrutto una stalla e tre abitazioni, oltre che altre 3 strutture. Questo movimento franoso ha danneggiato varie mulattiere che conducevano a Pugnetolo e ai boschi della zona.

## Monumenti e luoghi d'interesse

### Chiesa di San Biagio

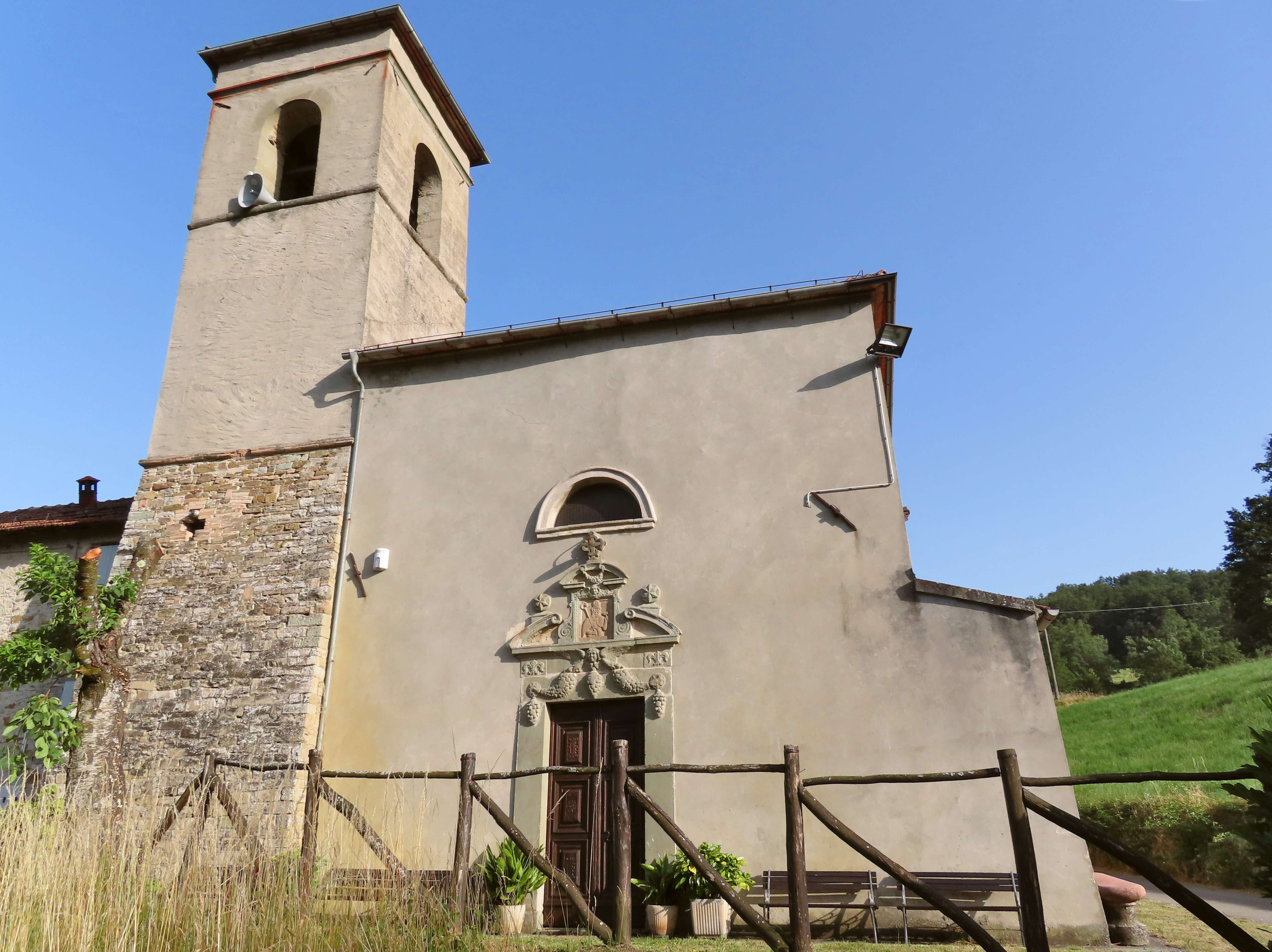
Chiesa di San Biagio

Menzionata per la prima volta nel 1230, la cappella originaria di Sauna fu eretta a sede parrocchiale autonoma entro il 1564; distrutta a causa del terreno acquitrinoso su cui sorgeva, la chiesa fu ricostruita in forme barocche in posizione più sicura tra il 1633 e il 1714. L'edificio, caratterizzato dal portale d'ingresso in arenaria riccamente scolpito, è affiancata da una cappella per lato e accoglie varie opere di pregio, tra cui un trono portatile settecentesco, il suo tavolo di sostegno e un calice quattrocentesco in rame.